# Al-Fatiha
Al-Fatiha (arabe : سُّورَةُ ٱلْفَاتِحَةِ, Sūrat al-Fātiḥah Français : L’ouvreuse) est la sourate d'ouverture du Coran, le livre sacré des musulmans. Composée de sept versets, elle met l'accent sur la souveraineté et la miséricorde d'Allah.
La Fatiha est dans le premier hizb et donc dans le premier juz', qui sont des divisions du Coran en parties distinctes. La tradition veut que ce soit la première sourate complète qui ait été révélée au prophète Mahomet. Elle est aussi appelée fātiḥat al-kitāb ou fātiḥat al-Qurʾān. Il y a environ 25 autres noms épithètes de cette sourate.
La tradition veut que les musulmans sachent au moins deux sourates par cœur. Comme la Fatiha est courte et indispensable pour la salat (prière), elle est en général apprise dès l'enfance dans les madrasas (écoles coraniques) ou est simplement enseignée par les parents. Elle est récitée au début de chaque unité (rak'ah) de prière.
Fatiha est aussi un prénom arabe féminin.

## Les noms de la sourate
Elle peut être traduite par « l'entrée », « le prologue », « la liminaire » ou encore « l'ouverture ». Mahomet la nomme « la mère du Coran » (Oumm-ul-Kitab) Fakhr al-Dīn al-Rāzī relève douze noms différents donnés à la Fatiha : la "louange", la "Mère du Coran", les "sept répétés", "la complète"; "la suffisante" "la Fondation", "la Guérison", "l'Adoration", "la Demande", "la Supplication". "l'Enchantement", "la protectrice", "le trésor"; et "la lumière". D'autres auteurs en comptent 25.
Contrairement aux autres sourates (excepté la 112), le nom de cette sourate ne dérive pas du contenu de la sourate mais de sa fonction de liminaire.

## Historique

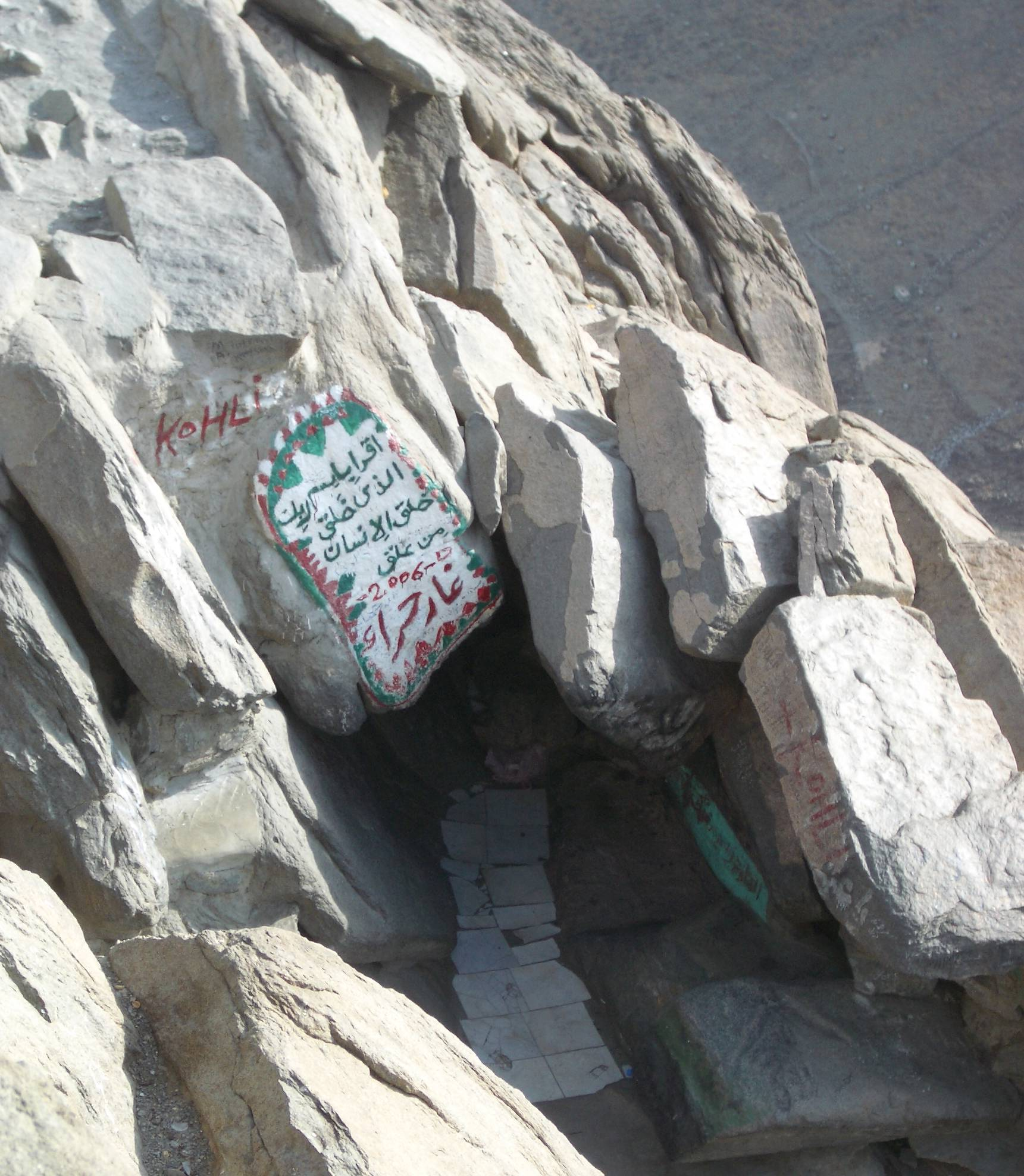
La caverne de Hira, l'endroit où Mahomet aurait reçu le premier verset du Coran.

La tradition exégétique islamique s'est interrogée sur le lieu et le temps où les versets et les sourates du Coran ont été révélés à Mahomet, et notamment si tel verset fut révélé à la Mecque ou à Médine. Selon Ibn Abbas et d'autres savants, la Fatiha est une sourate mecquoise, mais selon d'autres, c'est une sourate médinoise. D'autres encore, comme Mujahid ibn Jabr, sont d'avis que la première partie de la sourate a été révélée à la Mecque et la seconde à Médine. La première hypothèse est largement admise, bien que certains oulémas penchent pour une révélation en partie à la Mecque et en partie à Médine. Les islamologues acceptant le cadre traditionnel, comme Theodor Nöldeke, refusent qu'elle soit ancienne. Elle daterait alors au plus tôt de la première période mecquoise. Bell quant à lui la datait du début de l'hégire. Régis Blachère, se basant sur l’exégèse musulmane écrite a posteriori, se rangeait à l'avis de Nöldeke.
En 1939, l'islamologue Arthur Jeffery a publié un article montrant la diffusion de variantes de la sourate Al-Fatiha dans le monde musulman. Il relève que cette sourate est parfois absente des manuscrits anciens, lui donnant davantage une place de prière introductive que de sourate. La Fatiha connait plusieurs variantes absentes de la recension coranique. Pour Medhi Azaiez, « ces divergences soulignent que rien ne permet d’affirmer avec certitude que l’événement du discours coranique fut transposé scrupuleusement et dans sa totalité dans le texte que nous connaissons aujourd’hui. ». Imbert remarque que la première inscription complète de la Fatiha date de l'époque ommeyade (vers 720-750).
Les islamologues occidentaux se sont aussi intéressés à la question par la suite. Il est difficile de répondre quant à l'âge de la Fatiha, car l'apport spécifiquement islamique est ici difficile à établir. En effet, cette prière aurait pu se trouver dans les livres de prière juifs ou chrétiens. Pour Manfred Kropp, la Fatiha est peut-être pré-coranique.

## Versets de la sourate et traduction

### Traduction de Muhammad Hamidullah
|   | Texte en arabe                                       | Translittération                                                         | Traduction de Muhammad Hamidullah                                                                         |
| - | ---------------------------------------------------- | ------------------------------------------------------------------------ | --- |
| 1 | بِسْمِ اللّهِ الرَّحْمـَنِ الرَّحِيمِ                              | Bismi-l-lāhi-r-Raḥmāni-r-Raḥīm                                           | Par le nom d'Allah, le Tout Miséricordieux, le Très Miséricordieux.                                       |
| 2 | الْحَمْدُ للّهِ رَبِّ الْعَالَمِينَ                                | Al-ḥamdu li-l-lāhi Rabbi-l-ʿālamīn                                       | Louanges à Allah, Seigneur des univers.                                                                   |
| 3 | الرَّحْمـنِ الرَّحِيمِ                                       | Ar-Raḥmāni-r-Raḥīm                                                       | Le Tout Miséricordieux, le Très Miséricordieux,                                                           |
| 4 | مَـالِكِ يَوْمِ الدِّينِ                                      | Māliki yawmi-d-dīn                                                       | Maître du Jour de la rétribution.                                                                         |
| 5 | إِيَّاك نَعْبُدُ وإِيَّاكَ نَسْتَعِينُ                               | ʾIyyāka naʿbudu wa ʾiyyāka nastaʿīn                                      | C'est Toi [Seul] que nous adorons, et c'est Toi [Seul] dont nous implorons secours.                       |
| 6 | اهدِنَا الصِّرَاطَ المُستَقِيمَ                                | Ihdina-ṣ-ṣirāṭa-l-mustaqīm                                               | Guide-nous dans le droit chemin,                                                                          |
| 7 | صِرَاطَ الَّذِينَ أَنعَمتَ عَلَيهِمْ غَيرِ المَغضُوبِ عَلَيهِمْ وَلاَ الضَّالِّينَ | Ṣirāṭa-l-laḏīna anʿamta ʿalayhim ġayri-l-maġḍūbi ʿalayhim wa lā-ḍ-ḍāllīn | Le chemin de ceux que Tu as comblés de faveurs, non pas de ceux qui ont encouru Ta colère, ni des égarés. |

### Traductions faites par des arabisants

#### Jacques Berque
1. Au nom de Dieu, le Tout miséricorde, le Miséricordieux[9]
2. Louange à Dieu, Seigneur des univers
3. le Tout miséricorde, le très Miséricordieux
4. le roi du Jour de l’allégeance.
5. C’est Toi que nous adorons, Toi de qui le secours implorons.
6. Guide-nous sur la voie de rectitude
7. la voie de ceux que Tu as gratifiés, non pas celle des réprouvés, non plus que de ceux qui s’égarent.

#### Régis Blachère
1. Au nom d'Allah, le Bienfaiteur miséricordieux[10].
2. Louange à Allah, Seigneur des Mondes,
3. Bienfaiteur miséricordieux,
4. Souverain du Jour du Jugement !
5. [c'est] toi [que] nous adorons, Toi dont nous demandons l'aide !
6. Conduis-nous [dans] la Voie Droite,
7. La Voie de ceux à qui Tu as donné Tes bienfaits, qui ne sont ni l'objet de [ton] courroux ni les Égarés.

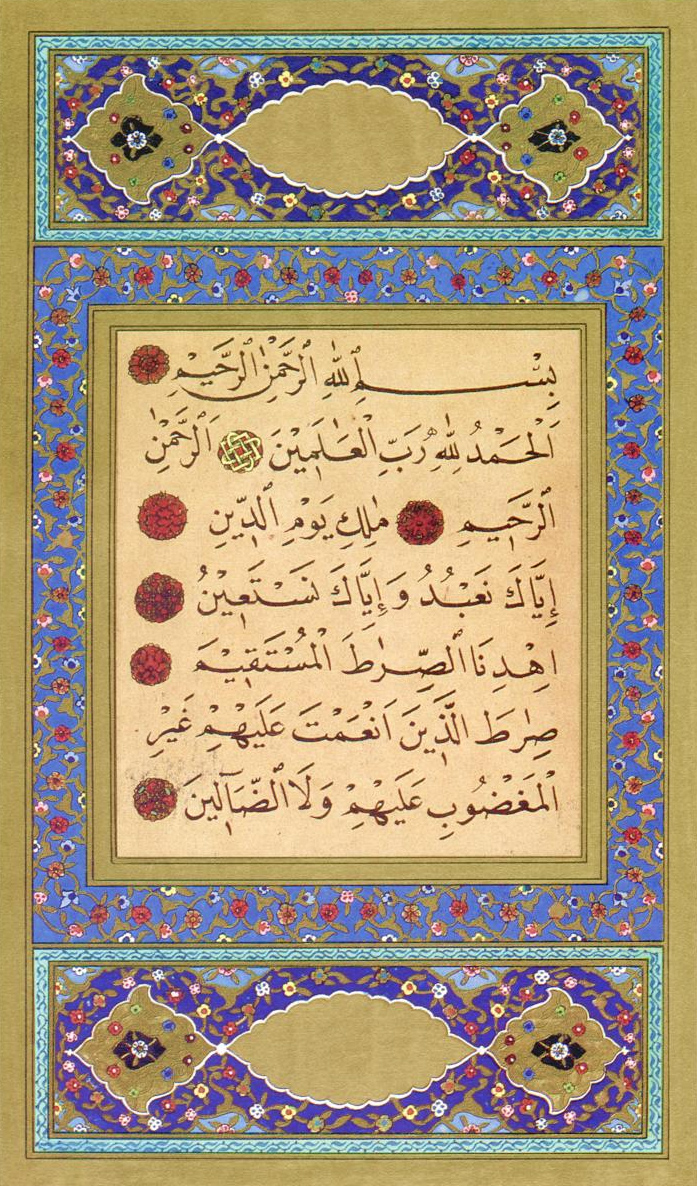
Texte de la Fatiha tiré d'un Coran calligraphié par Hattat Aziz Efendi (en) (1871–1934)
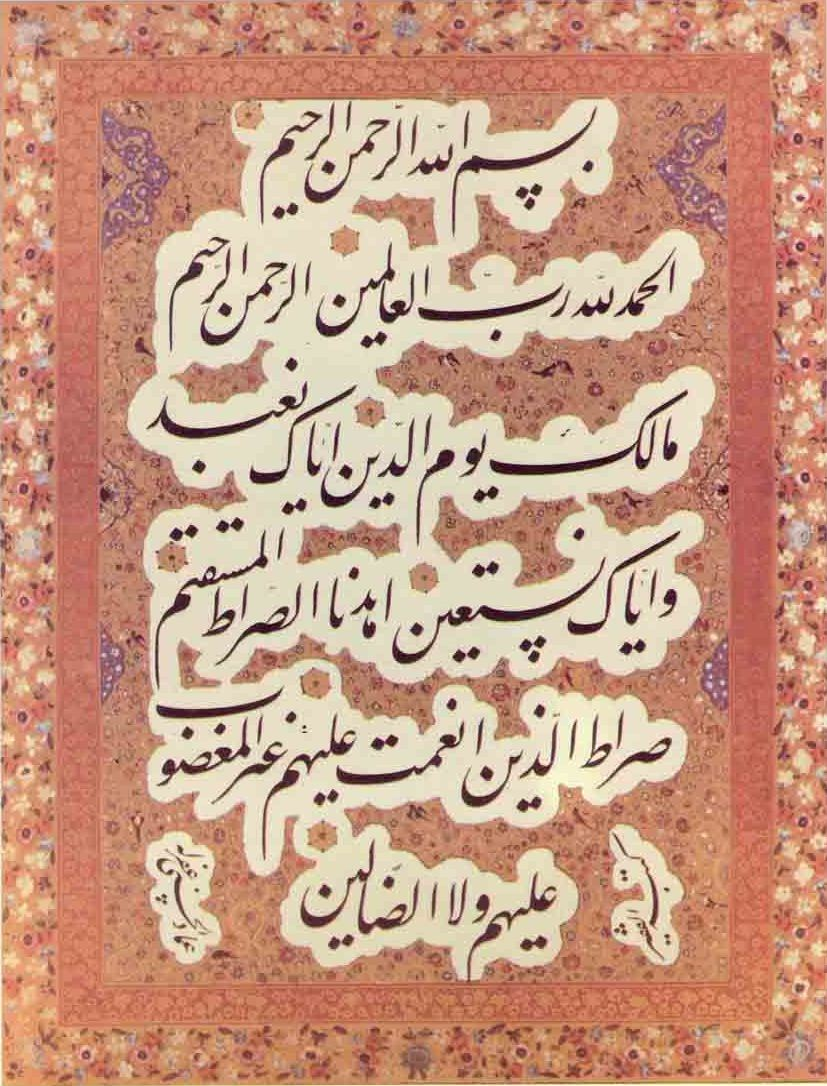
Texte de la Fatiha tiré d'un Coran calligraphié par Mir Emad Hassani (en) (1554-1615).
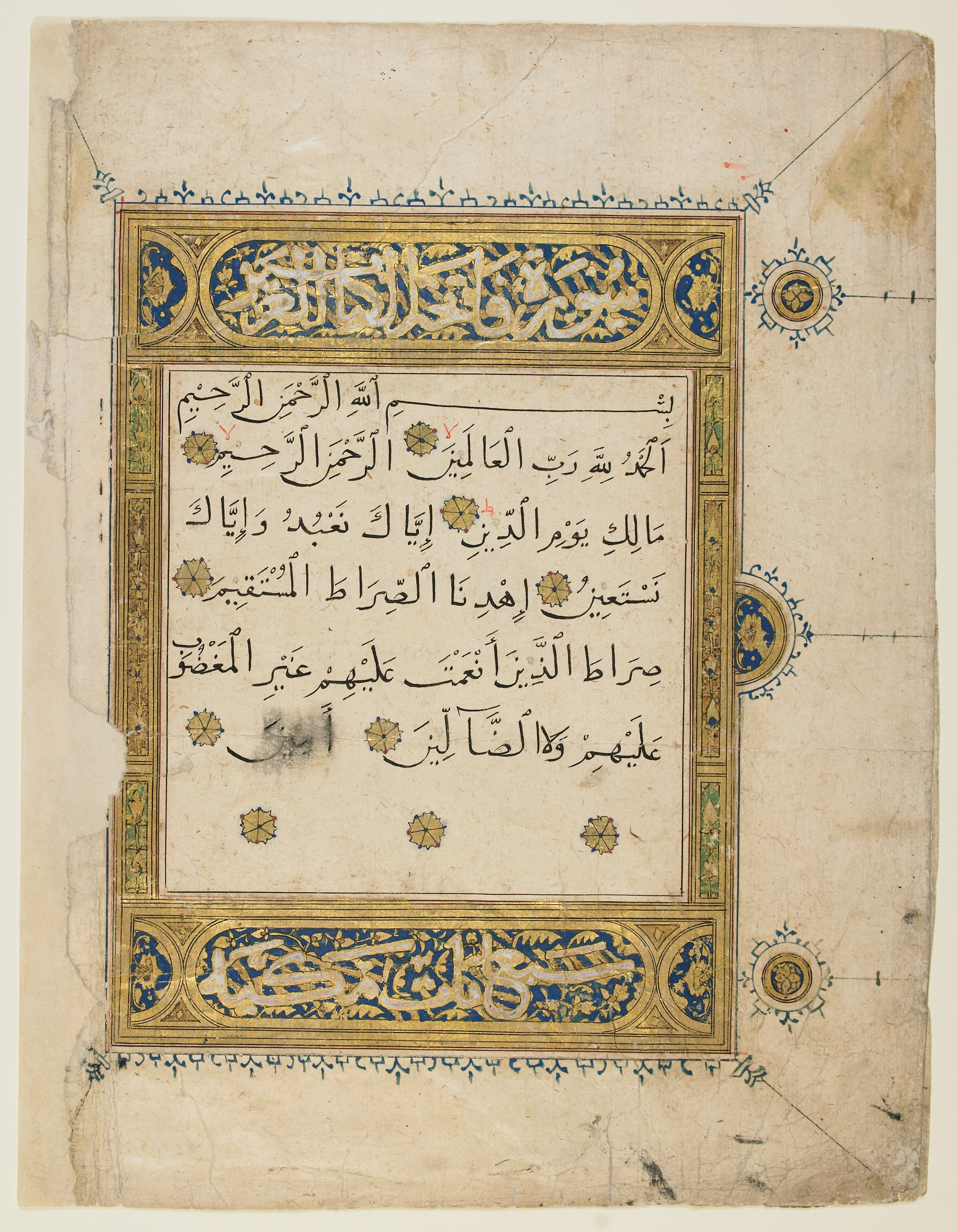
Texte de la Fatiha tiré d'un Coran calligraphié au XIVe siècle ou au XVe siècle.
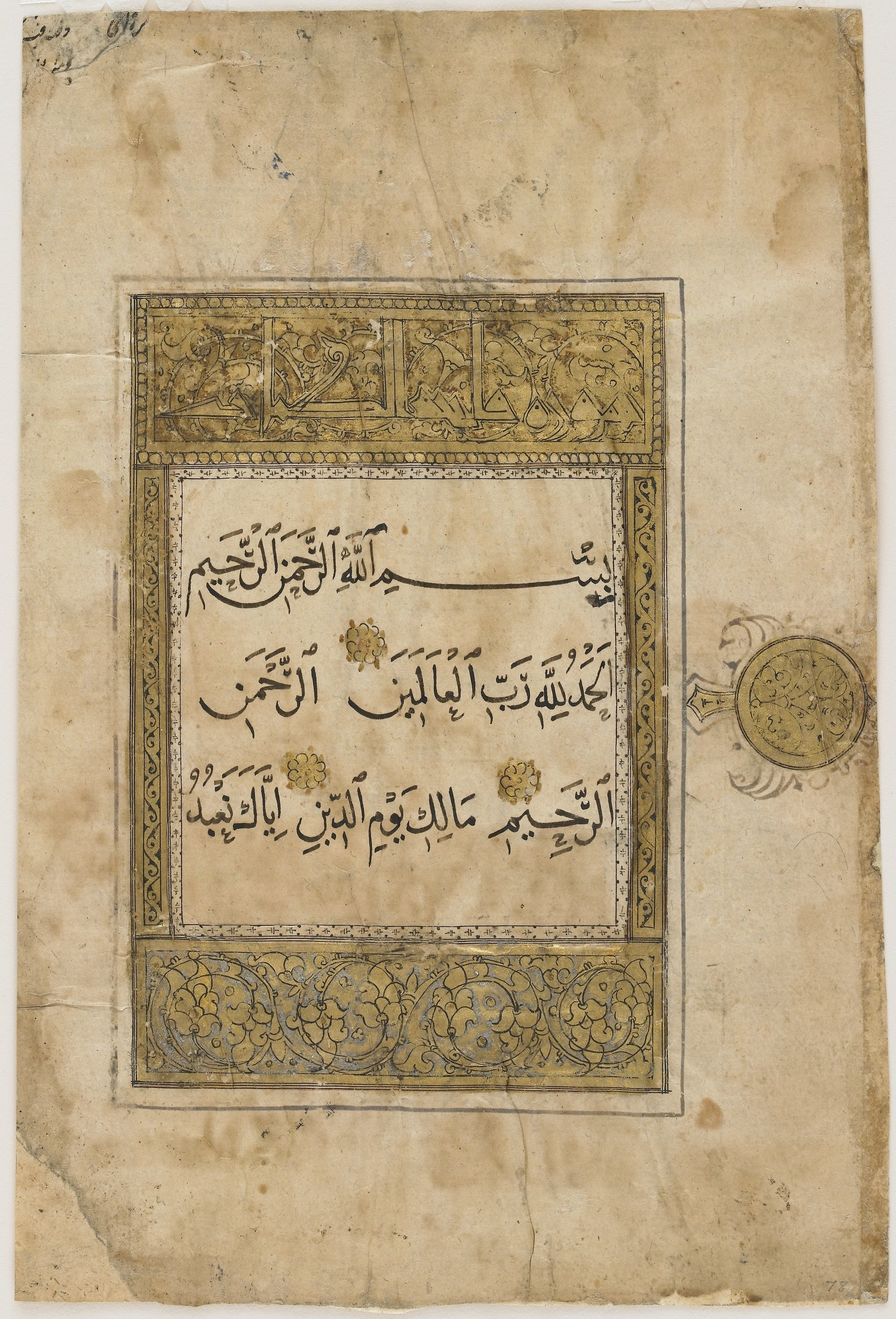
Texte de la Fatiha tiré d'un Coran calligraphié au XIIe siècle (versets 1-5).
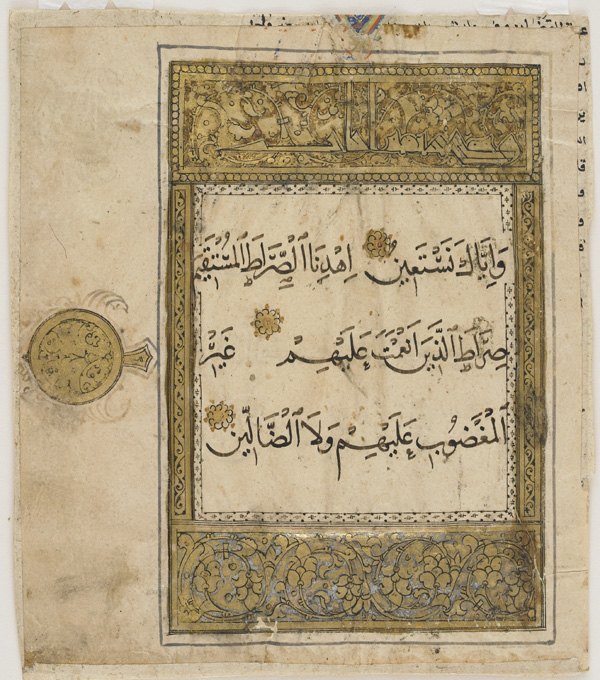
Texte de la Fatiha tiré d'un Coran calligraphié au XIIe siècle (versets 5-7).
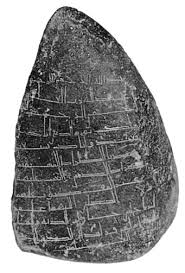
Petit bloc de basalte sur lequel est gravée, en écriture coufique, la sourate 1 du Coran (Al-Fatiha). Inscription lapidaire la plus ancienne retrouvée au nord-est de la Jordanie.

## Commentaires de la sourate
Pour Michel Cuypers, la Fatiha est un exemple de rhétorique sémitique construit sur des compositions binaires : Seigneur des Mondes/Souverain du Jour du Jugement et autour du verset 5. Un autre découpage peut être proposé en lien avec la thématique de la sourate. Il s'agit d'une formule propritiatoire (v.1), une doxologie (v.2-4), une adoration (v.5) puis une prière d'imploration. Le décompte le plus courant lui donne sept versets, un débat existant quant au statut du 1er verset.
L'exégèse coranique confirme la grande importance de cette courte sourate : le commentateur du Coran andalou al-Qurtubi (mort en 1272) lui consacre 67 pages dans son exégèse. D'un point de vue thématique, elle englobe tous les grands thèmes du Coran, comme l'unicité divine ou la louange.

### Commentaire du verset 1
Le premier verset, dont la translittération est « bismillāh ar-rahmān ar-rahīm » (« Au nom de Dieu, le Tout miséricordieux, le Très Miséricordieux »), peut être familier à l'oreille d'un non arabophone ou d'un non musulman car il est omniprésent dans les sociétés musulmanes, notamment sous sa forme contractée « Bismillâh » . Cette formule apparaît au début de chaque sourate du Coran, excepté la neuvième, At-Tawba (et elle est répétée deux fois dans la 27e, An-Naml[réf. nécessaire]). On ne la trouve qu'une fois à l'intérieur même du texte coranique, au verset 30 de la sourate 27 (an-Naml): elle y sert de formule d'ouverture dans une lettre envoyée par Salomon à la reine de Saba. Elle est un verset uniquement dans la Fatiha,. Cependant, certains savants (malikites) sont d'avis qu'elle ne constitue pas un verset.
De nombreux chercheurs se sont penchés sur les rapports entre la basmala et des formules juives ou chrétiennes. Nöldeke et Schwally voyaient dans les formules « Au nom de Yhwh » et « Au nom du Seigneur », provenant respectivement de l'Ancien et du Nouveau Testament, des antécédents. Si la première proposition présente une même particularité orthographique que la basmala, elle n'expliquerait pourtant pas la deuxième partie de la formule. Pour Kropp, la double épithète est une « citation claire » du livre des Psaumes [Source ? Citation ?], formule utilisée à l'époque préislamique dans la liturgie en langue guèze, sous la forme « Au nom de Dieu, le Miséricordieux et Compatissant ».
Les premières inscriptions officielles épigraphiques de la basmala remontent à la fin du VIIe siècle, au règne d'Abd al-Malik, connu pour ses grandes réformes d'islamisation. Des monnaies plus anciennes contiennent des variantes ou des formes simplifiées. Néanmoins, la basmala existe préalablement dans les inscriptions populaires. La plus ancienne, étudiée par Muhammad 'Ali al-Hajj, remonte à la fin du VIe siècle ou au début du VIIe et se trouve au sud du Yémen. Il s'agit d'une attestation préislamique, en sud-arabique de type zaburi[Quoi ?]. « Selon al-Hajj, cette attestation préislamique en Arabie du Sud, d'une basmala équivalente à celle du Coran, s'explique par la présence ancienne de chrétiens employant une terminologie monothéiste ».

### Commentaires des versets 2 à 4
La deuxième partie est d'ordre doxologique. Il est intéressant de noter que ces formes particulières apparaissent dans le Coran en introduction de sourate à cinq reprises.
Le deuxième verset « الحمد لله » (« al-hamdulillah ») est une des invocations les plus populaires du monde arabe et du monde musulman[réf. nécessaire]. Il peut être, lui-même divisé en deux parties : la doxologie elle-même et l'énonciation de son objet. Il possède une variante dans l'ouvrage du savant chiite Allameh Madjlessi. La formule commence par le substantif dérivé de la racine H-M-D, liée au champ sémantique du désir[réf. souhaitée]. Il existe des équivalents exacts dans la littérature syriaque [exemple ?], qui proviennent notamment de la Peshitta. Ils sont courants dans cette littérature.
Suivent une succession de titres et de qualifications divines. La première, par exemple, a fait l'objet de plusieurs interprétations. Il en ressort qu'elle est un calque de formules liturgiques chrétiennes.
Plusieurs variantes ont été rapportées pour le terme issu de la racine M-L-K du verset 4 : roi, souverain, possesseur. Sans qu'il soit possible d'en juger l'historicité, elles ne sont pas moins légitimes, les Corans anciens étant écrits en scriptio defectiva.

### Commentaire du verset 5
Le verset 5 est le verset autour duquel se forme une transition entre la doxologie et l'imploration. Ainsi, la première partie du verset est un rappel de la première partie tandis que la seconde renvoie à la seconde partie. Différentes variantes ont été rapportées de ce verset et en particulier le premier terme. Ce verset rappelle particulièrement le rôle liturgique de la sourate et peut trouver un rapprochement avec la fin de la Doxologia ou avec l'hymne ambrosien.

### Commentaires des versets 6 et 7
Le terme sirât a fait tout particulièrement l'objet de discussions, dont le reflet se trouve dans l'existence de variantes orthographiques ou exégétiques (sirât remplacé par sabîl chemin, par lectio facilior). Si les lexicographes musulmans y ont reconnu une influence étrangère, Frankel le fait dériver du latin « voie », via l'araméen. Si l'origine latine est majoritaire [Source ? ], la langue par laquelle ce terme a transité ne fait pas consensus. Plusieurs influences ont été proposées sur ce verset (Ps 27, ps 1, Livre d'Isaie). Il n'est pourtant pas impossible que ce concept de voie droite soit un concept monothéiste général, connu de l'auditoire du Coran. Le « nous » [verset 6] première personne du pluriel par opposition au « je », indique que le fidèle prie au nom de tous les musulmans et pas seulement en son seul nom.
L'exégèse musulmane a voulu voir dans le début du verset une évocation des musulmans ou des prophètes. Néanmoins, le caractère liturgique de la sourate tendrait à évoquer une imploration personnelle afin que le croyant soit guidé sur le chemin des pieux.
La deuxième partie de ce verset forme une rupture rythmique avec le reste de la sourate, ce qui amène certains historiens des religions à la considérer comme un ajout postérieur. Des commentateurs du Coran font remonter à Mahomet la tradition selon laquelle ce verset évoquerait les juifs et les chrétiens,,. Elle remonte, en tout cas, aux premiers commentateurs du Coran. Cette interprétation est considérée par Ida Zilio Grandi comme un « lieu commun de la tradition exégétique souvent recyclée dans les temps modernes » ,. Pour G. Monnot, elle est celle de « beaucoup de commentateurs musulmans », tels que Tabarî (839-923), Zamakhshari ou Muhammad al-Shahrastani. L'association du verset 7b aux juifs est considérée par Paul Neuenkirchen comme "l'exégèse traditionnelle". Elle apparait aussi chez certains penseurs soufis comme Mahmud ibn Ali al-Qashani. Ces commentaires s'appuient sur des associations avec d'autres versets coraniques et des traditions prophétiques ,. Cette interprétation est considérée comme « un avertissement pour les musulmans de ne pas suivre la trace des juifs et des chrétiens. » et est à l'origine d'« anathèmes prononcés hâtivement et sans discernement ».
Si cette interprétation est très "répandue", elle n'est pas universelle,. Plusieurs commentateurs comme le perse Al-Rāzī (IXe – Xe siècle) ou Muḥammad ʿAbduh et Rashīd Riḍā (XXe siècle) interprètent ce verset comme une critique des pécheurs et des incroyants.
L'interprétation majoritaire interroge de nombreux spécialistes du Coran'. Elle parait linguistiquement « intenable » à R. Blachère, pour qui « l'idée vaut pour les infidèles, en général ». Le traducteur du Coran Jacques Berque affirme que « Beaucoup de commentateurs ont pensé que ces mots, d’inégale rigueur, désignent respectivement Juifs et Chrétiens. Nous leur maintenons leur portée générale, maîtresse d’applications permanentes. ». Si l'exégèse musulmane traditionnelle a voulu voir les juifs dans le premier terme, cela ne correspond pas au genre littéraire de cette sourate.
Le septième verset possède des interprétations distinctes, entre autres, selon les points de vue ésotérique et exotérique de l'explication coranique. René Guénon donne à ce verset une portée générale visant les « saints de Satan », les « Waliyush-Shaytân ». Michel Vâlsan développe une « exégèse inédite » pour « évacuer l'apparente contradiction entre les paroles de son maître [R. Guénon] avec celles du Prophète »  et approfondit l’interprétation ésotérique (i.e. selon la haqiqah) exposée par Al Qashani.

## Approche philologique

### Influences
De nombreux chercheurs se sont penchés sur cette sourate du Coran. Certains ont vu dans ce texte des ressemblances avec des textes comme le psaume 1 et le psaume 2 ou le Notre Père. Pour Dye, ce texte contient de nombreuses ressemblances avec (Psaume 1, livre d'Isaïe). Cuypers compare ce texte avec le Psaume 1, construit de manière similaire, présentant les "deux voies" (adoration et demande) et finit par des termes similaires.
Pour Rippin, « Une grande partie du vocabulaire de ce passage a des parallèles hébraïques / Syriaque, tout particulièrement raḥmān et 'lam, mais aussi la plupart des autres phrases d'une manière ou d'une autre. » Pour Kropp, « La basmala : c'est une citation biblique (Exode 34:6; Ps 86[85]:15 et suiv.) en usage dans les temps pré-islamiques jusqu'à nos jours par les chrétiens Coptes et éthiopiens. » Younes appuie cette association par l'orthographe particulière du mot nom.
Certaines recherches s’intéressent à des tournures particulières. Selon Mohammed Arkoun, Al-Fatiha commencerait par "Louange à Dieu, le Seigneur des siècles". Cette épiclèse divine correspond au terme syriaque d'oulmin. Ce terme devient alamin en arabe et prend le sens des "mondes créés par Dieu". L'auteur s'interroge sur le sens, syriaque ou arabe, qu'avait ce mot lors de l'énonciation de cette sourate. Soulignant la difficulté de compréhension de ce terme, d'autres chercheurs voient dans le terme alamin le terme araméen "cosmos",.
Jan Van Reeth a mené une étude globale sur la sourate. Il remarque des similitudes avec Isaïe 35. L'auteur présente une filiation de certaines expressions de certains versets de la sourate depuis le texte biblique à travers le Targoum des Prophètes. À l'inverse, selon lui, les premiers versets proviennent de liturgie chrétienne et rappellent une doxologie puis des répons psalmodique. Ainsi, le verset 5 serait une adaptation du Deus in adjutorium meum intende, Domine ad adjuvandum me festina commençant la prière des heures. Pour lui, la sourate Al-Fatiha est un "restant de livre d'heure. Cette sourate est composée d'un extrait de la grande doxologie (rappel mnémotechnique pour chanter l'intégralité de celle-ci), du verset commençant la prière des heures. L'auteur traduit le dernier verset en "le chemin de ceux que tu combles de grâces, non de ceux qui sont anéantis ou égarés." et y voit une introduction à la lecture de l'épisode de l’Évangile traitant de Jean Baptiste.

### Fonction et genre littéraire
Les auteurs musulmans ou non sont unanimes sur le fait que la Fatiha relève du genre de la prière. Goldziher l'appelait le "Pater Noster de l'islam". En cela, elle est un cas à part dans le Coran, n'étant pas de même nature que le reste du corpus.
Cette sourate a un Sitz im Leben, un contexte liturgique. Elle a visiblement été placée au début du Coran en raison de son rôle comme prière introductive. La présence d'une telle prière introductive à la lecture n'est pas inconnue des autres livres sacrés du Proche-Orient. Les travaux de Cuypers ont permits de montrer qu'elle forme, avec les sourate 113 et 114, un encadrement au texte coranique d'ordre liturgique, similaire à l'usage du psaume 1. Neuwirth a fait une comparaison entre cette sourate et l'introit de la liturgie de Jean Chrysostome.
Pour Dye, la rythmique de la Fatiha permet d'y reconnaître « une doxologie, psalmodiée par le célébrant principal, à laquelle répond la prière d’invocation que constituent les vv. 5–7, psalmodiés par l’assemblée, ou par un autre célébrant ». Dye reconnait dans la forme du verset 7 une « profonde rupture » rythmique . Pour l'auteur, « il est très tentant d’y voir un ajout postérieur. ». Il s'appuie aussi sur la continuité entre le verset 6 de la Fatiha et le verset 2 de la sourate 2. Le dernier verset a fait l'objet de recherches particulières. Édouard-Marie Gallez considère que celui-ci verset est une « apposition[...] à un ensemble cohérent et structuré par lui-même ». Il rejoint en cela Antoine Moussali qui défendait que la sourate Al-Fatiha était une prière ancienne sans le dernier verset.
La question de la fonction de cette sourate rejoint celle de son insertion dans les codex anciens. Elle aurait, en effet, d'après les traditions, été absente des codex de certains compagnons. Cela refléterait pour Cuypers, son "introduction relativement tardive dans le Livre". A l'inverse, d'autres sourates très proches de la Fatiha n'ont pas été intégrées au Coran canonique, en raison de leur statut d'oraisons personnelle. Selon le philologue Christoph Luxenberg, la sourate Al-Fatiha possède un rôle liturgique particulier qu'elle aurait acquis en replacement de la 96e sourate, Al-'Alaq, plus ancienne « dont l’origine christiano-syriaque est évidente ».

## Place dans la prière musulmane

### Dans la Salat
Après s'être orienté vers la Mecque (la qibla) l'orant dit « Allahu akbar » (« Allah est plus grand (que tous les autres) »), et commence debout la récitation de la Fatiha en langue arabe, en louant Allah et en exprimant son désir de chercher refuge auprès d'Allah contre Satan le maudit (arabe : أعوذ بالله من الشيطان الرجيم, A`ūdhu billāhi min ash-shaitāni r-rajīmi). C'est ce qu'on appelle le Ta'awwudh (arabe : تعوذ) ou isti`adha (استعاذة).
Il continue avec de nouveaux versets du Coran qu'il a lui-même choisis (souvent une sourate comme Al-Ikhlas), puis effectue le sujud (prosternation lors de laquelle le front, le nez, les deux paumes, les deux genoux et les pieds doivent toucher le sol) et termine la prière par la salutation islamique, « as-salâm 'aleïkoum », adressée, selon la foi musulmane, aux deux anges assis à sa droite et à sa gauche (en). Auparavant il aura pu, le cas échéant, exprimer une prière de demande (dua) dans sa langue maternelle.
En raison d'un hadîth qui affirme que « la prière de quiconque ne récite pas la sourate Al Fatiha est invalide », de nombreux savants musulmans insistent sur l'importance de cette sourate dans leurs commentaires. En pratique, cela signifie que les musulmans qui font leurs prières quotidiennes selon les règles traditionnelles récitent cette sourate au moins 17 fois par jour au minimum, si on ne compte que les cinq prières obligatoires (2 pour la prière du matin, 4 pour celle du midi, 4 pour celle de l'après-midi, 3 pour celle après le coucher de soleil et enfin 4 pour celle du soir). Si la Fatiha n'est pas récitée, la prière est considérée comme déficiente -  le fidèle est obligé de refaire sa prière,
Dans le monde sunnite, la récitation de la Fatiha est suivi de "amin". Cet ajout est rejeté dans le monde shiite sous peine d'invalider la prière (Al-Tūsī).

### Autres dévotions
La sourate elle-même est presque toujours récitée lors de la cérémonie du mariage musulman, lors du don du nom, de la circoncision...
De nombreuses pierres tombales musulmanes portent des inscriptions demandant au visiteur de réciter la Fatiha pour l'âme de la personne décédée. Pour Déroche, « l’épigraphie montre ainsi que prononcer la Fâtiḥa sur une tombe est une pratique ancienne »
« Le pouvoir sacré, ou baraka, de la Fātiha a est universellement attesté dans toutes les époques dans la pratique populaire ». La fatiha est utilisée comme talisman de guérison, comme défense contre le mal, comme bénédiction...